# 章若楠
章若楠（1996年11月14日—），浙江省溫州市乐清市人，中国大陸女演员。

## 早年经历
章若楠並非俗稱「科班」的演藝學院出身，在大学修读平面设计专业，并兼职服装模特。电影《悲伤逆流成河》製片人看到其照片后邀请其去试镜女二号角色“顾森湘”，以此為契機從而进入演艺圈。

## 演艺经历
2018年《悲伤逆流成河》上映后，电视剧《谁都渴望遇见你》制片人看到其治愈系的气质，因而找她试镜并最终确认参演，这也是章若楠首次担纲電視劇女主角。
2023年，她参演的多部影视作品播出，并于2024年首次亮相央视春晚表演小品。

## 演出作品

### 电视剧
| 首播年度 | 剧名               | 角色     | 备注                         |
| 2020年   | 《谁都渴望遇见你》 | 罗溪     |                              |
| 2020年   | 《师爷请自重》     | 谭玲音   | 網路劇                       |
| 2021年   | 《号手就位》       | 梁諾     |                              |
| 2021年   | 《机智的上半场》   | 皇甫淑敏 | 网络剧                       |
| 2021年   | 《女心理師》       | 尤娜     | 出現於第1-4集                |
| 2022年   | 《凭栏一片风云起》 | 孟海棠   | [ 6 ]                        |
| 2022年   | 《贺顿的小可乐》   | 尤娜     | 网络剧                       |
| 2023年   | 《照亮你》         | 徐来     | [ 7 ]                        |
| 2023年   | 《治愈系恋人》     | 蘇為安   | [ 8 ]                        |
| 2024年   | 《你也有今天》     | 成瑶     |                              |
| 2024年   | 《凡人歌》         | 李曉悅   |                              |
| 2025年   | 《难哄》           | 温以凡   |                              |
| 2025年   | 《淮水竹亭》       | 杨雁     | 网络剧，出現於第2、4-9、19集 |
| 待播     | 《雨霖铃》         | 霍玲珑   |                              |
| 待拍     | 《冬去春来》       | 庄庄     |                              |

### 电影
| 首映年度 | 剧名                       | 角色     | 备注     |
| 2018年   | 《悲伤逆流成河》           | 顾森湘   |          |
| 2020年   | 《如果声音不记得》         | 吉择     |          |
| 2021年   | 《你的婚礼》               | 尤咏慈   |          |
| 2021年   | 《革命者》                 | 李星华   |          |
| 2023年   | 《这么多年》               | 凌翔茜   | 特別出演 |
| 2023年   | 《中国青年：我和我的青春》 | 许蕊     | 網絡電影 |
| 2023年   | 《请别相信她》             | 白娜     | [ 9 ]    |
| 2023年   | 《照明商店》               | 許念     |          |
| 2025年   | 《不说话的爱》             | 成年木木 | 特別演出 |
| 待上映   | 《阴阳师·泷夜曲》          | 式神     |          |

## 綜藝節目
| 播出年份 | 播出日期         | 播放平台         | 節目名稱                    | 期數          | 备注                                                  |
| 2019年   | 11月16日         | 浙江卫视         | 《我就是演员之巅峰对决》    | 第4期         | 《調音師》飾演服務員                                  |
| 2019年   | 12月07日         | 浙江卫视         | 《我就是演员之巅峰对决》    | 第7期         | 《歸來》飾演丹丹                                      |
| 2019年   | 12月18日         | 浙江卫视         | 《我就是演员之巅峰对决》    | 第10期        | 《阿郎的故事》飾演薇薇                                |
| 2020年   | 1月11日          | 浙江卫视         | 《我就是演员之巅峰对决》    | 第12期        | 《暗戀桃花源》飾演青年雲之凡                          |
| 2020年   | 12月11日         | 湖南卫视         | 《拼多多12.12超拼夜》       |               | 与魏大勋演唱《爱的飞行日记》                          |
| 2020年   | 12月19日         | 北京卫视         | 《上新了故宫 第三季》       | 第9期         | 故宫文创新品助力开发员                                |
| 2021年   | 5月1日           | 愛奇藝           | 《青春有你 第三季》         | 第22期        | 電影《你的婚禮》主題曲《不遺憾》合作舞台公演 驚喜嘉賓 |
| 2022年   | 4月13日          | 搜狐视频         | 《送一百位女孩回家 第五季》 | 第9期         |                                                       |
| 2022年   | 4月28日—6月30日  | 爱奇艺、江苏衛視 | 《一起露营吧 第一季》       | 第1-4、9-10期 | 露營家族                                              |
| 2022年   | 8月12日—11月18日 | 湖南卫视         | 《中餐厅 第六季》           |               |                                                       |
| 2022年   | 9月1日           | 知乎             | 《荒野会谈》                | 先導片        |                                                       |
| 2022年   | 9月5日           | 知乎             | 《荒野会谈》                | 第1期         |                                                       |
| 2022年   | 9月15日          | 知乎             | 《荒野会谈》                | 第3期         |                                                       |
| 2022年   | 12月16日         | 浙江卫視         | 《奔跑吧·共同富裕篇》       | 第6期         |                                                       |
| 2023年   | 5月26日          | 浙江卫視         | 《奔跑吧 第十一季》         | 第6期         |                                                       |
| 2023年   | 12月4日          | 腾讯视频         | 《毛雪汪》                  | 第67期        |                                                       |
| 2024年   | 5月22日          | 爱奇艺           | 《喜欢你我也是 第五季》     |               |                                                       |
| 2024年   | 5月24日          | 浙江衛視         | 《奔跑吧 第十二季》         | 第5期         |                                                       |
| 2025年   | 3月1日           | 湖南衛視         | 《你好，星期六》            |               |                                                       |
| 2025年   | 4月21日          | 騰訊視頻         | 《毛雪汪》                  | 第110期       |                                                       |
| 2025年   | 5月10日          | 浙江衛視         | 《無限超越班 第三季》       | 第6期         | 無限助理/無負成長官                                   |
| 2025年   | 6月7日           | 湖南衛視         | 《你好，星期六》            |               |                                                       |
| 2025年   | 6月21日          | 優酷             | 《麻花特開心 第二季》       | 第2期         |                                                       |
| 2025年   | 6月27日          | 浙江衛視         | 《奔跑吧 第十三季》         | 第9期         |                                                       |
| 2025年   | 7月22日          | 湖南衛視         | 《我們的宿舍》              | 第5期         |                                                       |

## 盛典/晚會
| 年份   | 日期    | 播放平台                            | 主題                                            | 備註                     |
| 2020年 | 1月1日  | 安徽卫视                            | 《2019国剧盛典》                                |                          |
| 2020年 | 10月1日 | 湖南卫视                            | 《2020国庆献礼·湖南卫视蓝月亮中秋之夜》         | 出演电影短片《高考2020》 |
| 2021年 | 6月11日 | 東方衛視                            | 《第二十四屆上海國際電影節金爵盛典》            | 《革命者劇組》           |
| 2024年 | 2月9日  | 中央电视台综合频道                  | 《2024年中央广播电视总台春节联欢晚会》          | 出演小品《那能一样吗》   |
| 2025年 | 3月19日 | 東方衛視                            | 《2025電視劇品質盛典》                          |                          |
| 2025年 | 4月27日 | 中國中央電視台中文國際頻道 電影頻道 | 《第二十届中國電影華表獎》                      |                          |
| 2025年 | 6月6日  | VOGUE服飾與美容                     | 《服飾與美容VOGUE》創刊20週年《VOGUE Vocation》 | 第一站 VOGUE海邊假日     |
| 2025年 | 6月28日 | 微博、SMG看東方APP                  | 《BAZAARGALA 東方·芭莎之夜盛典》                | 僅紅毯部份播出           |

## 音樂作品
| 发行日期       | 歌曲名稱       | 歌曲简介                               | 合作演唱者                                             |
| 2018年09月29日 | 《昨日青空》   | 電影《昨日青空》青春不悲傷版同名推廣曲 | 電影《悲傷逆流成河》主演：趙英博、任敏、辛雲來、朱丹妮 |
| 2019年9月13日  | 《友情以上》   | 电影《友情以上》同名推广曲             | 彭昱暢                                                 |
| 2020年12月02日 | 《我們很小》   | 公益曲                                 | 華語眾星                                               |
| 2021年08月17日 | 《我的形狀》   | 電視劇《機智的上半場》原聲帶           | 電視劇《機智的上半場》主演：沈月、安沺、張歆怡         |
| 2022年11月14日 | 《云与风》     | 章若楠个人首支生日单曲                 |                                                        |
| 2025年2月16日  | 《一切的一切》 | 電視劇《難哄》友情曲                   | 張淼怡                                                 |

## 獎項與榮譽

### 獎項
| 年份   | 日期     | 頒獎典禮                           | 獎項                 | 作品         | 結果 |
| 2019年 | 12月17日 | 《2019凤凰网时尚之选颁奖盛典》     | 年度时尚活力先锋     |              | 獲獎 |
| 2021年 | 6月12日  | 《2021微博电影之夜》               | 年度潜力演员         |              | 獲獎 |
| 2023年 | 2月8日   | 《第一屆新號角電視劇導演之夜》     | 年度突破演員         |              | 獲獎 |
| 2023年 | 12月17日 | 《2023腾讯视频星光大赏》           | 年度潜力电视剧演员   |              | 獲獎 |
| 2023年 | 12月20日 | 《第四屆新時代國際電影節金揚花獎》 | 新時代最具魅力女演員 | 《這麼多年》 | 提名 |
| 2024年 | 11月5日  | 《2024微博視界大會》               | 年度推薦·劇綜人物    | 《凡人歌》   | 提名 |
| 2025年 | 3月19日  | 《2025電視劇品質盛典》             | 年度突破表演劇星     | 《凡人歌》   | 獲獎 |
| 2025年 | 6月28日  | 《BAZAARGALA 東方·芭莎之夜盛典》   | 魅力女演員           |              | 獲獎 |